# انزو واترس
انزو واترس (انگلیسی: Enzo Wouters؛ زادهٔ ۲۱ مارس ۱۹۹۶ ‏(۲۸ سال)) دوچرخه‌سوار اهل بلژیک است.
از باشگاه‌هایی که در آن بازی کرده‌است می‌توان به تیم لوتو–سودال اشاره کرد.